# پاپ تیم اپیک
پاپ تیم اپیک (به انگلیسی: Pop Team Epic) مجموعه مانگا چهار پنلی کمدی سورئال ژاپنی نوشته و تصویرگری بوکاب اوکاوا است که از اوت ۲۰۱۴ در حال انتشار است و تاکنون تا هفت جلد منتشر شده است.
داستان دربارهٔ ماجراهای دو دختر ۱۴ ساله به نام‌های پوپوکو و پی‌پی‌می است که با موقعیت‌های عجیب و غریب مواجه می‌شوند و به روش‌هایی به همان اندازه عجیب و غریب و اغراق‌آمیز به آنها واکنش نشان می‌دهند. این مانگا بخاطر پرودی فرهنگ پاپ و ارائه کمدی ترکیبی از سوررئالیسم و ابزوردگی مورد توجه قرار گرفته به طوری که نوعی فرقه طرفداری در ژاپن و غرب به وجود آورده است.
مجموعه تلویزیونی انیمه اقتباسی ساخته استودیو Kamikaze Douga از ۷ ژانویه ۲۰۱۸ تا ۱۸ دسامبر ۲۰۲۲ به مدت دو فصل در شبکه توکیو متروپولیتن تلویژن و سایر کانال‌ها پخش شد. فصل اول در ۲۵ مارس ۲۰۱۸ به پایان رسید و دو قسمت ویژه در ۱ آوریل ۲۰۱۹ پخش شد. فصل دوم در ۲ اکتبر ۲۰۲۲ برای اولین بار پخش شد.